# Merops philippinus
Il gruccione codazzurra (Merops philippinus Linneo, 1766) è un uccello appartenente alla famiglia Meropidae, diffuso  in sud-est asiatico.
Molti esemplari migrano stagionalmente, riproducendosi principalmente nelle valli fluviali, dove nidificano scavando nella sabbia argillosa.